# Gare de Lucy-sur-Cure - Bessy
Gare de Lucy-sur-Cure - Bessy vasútállomás Franciaországban, Lucy-sur-Cure településen.

## Vasútvonalak
Az állomást az alábbi vasútvonalak érintik:
- Cravant - Bazarnes-Dracy-Saint-Loup-vasútvonal

## Kapcsolódó állomások
A vasútállomáshoz az alábbi állomások vannak a legközelebb:
- Gare de Vermenton